# Asota lanceolata
Asota lanceolata är en fjärilsart som beskrevs av Kirsch 1877. Asota lanceolata ingår i släktet Asota och familjen nattflyn. Inga underarter finns listade i Catalogue of Life.